# Gótok

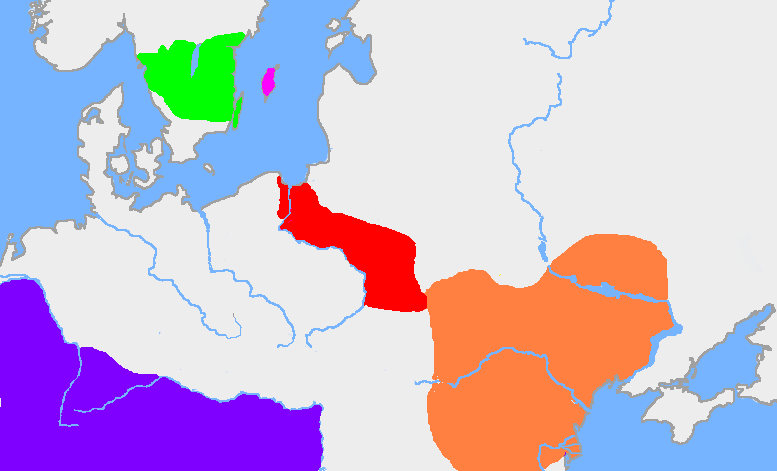

A gótok (gótul , Gutans, latinul gotones) germán népcsoportja a Római Birodalom (keleti és nyugati) sorsára a későbbi időben nagy befolyást gyakorolt. A Kárpát-medence népvándorláskori történetében is szerepet játszottak. Két nagy törzsi csoportjuk volt, a keleti gótok vagy osztrogótok és a nyugati gótok vagy vizigótok. Nevük legelőször Tacitusnál (Germánia, 44.) fordul elő. Eredetileg Germania északkeleti részén éltek, ahova egy régi monda szerint Skandia szigetéről vándoroltak (a mai Skandinávia).

## Korai történetük

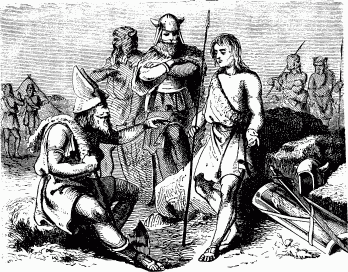
A táborozó gótok, ahogy azt egy 19. századi művész látta III.-IV. századi római ellenfeleik leírásai alapján.

A gótok sötétbarnával a többi germán törzs között i. sz. 50 körül

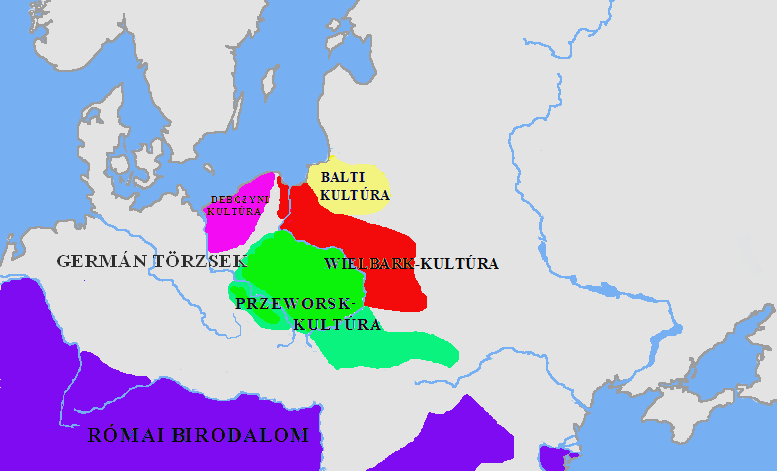
Keleti germán népek a császárkorban

Valószínűleg a markomann háború idején (2. század) jutottak el a Fekete-tenger partjaira, ahol főként iráni népek tartózkodtak – mint a korábbi géták és szkíták -, majd a gótok a szomszédos germán és szarmata eredetű népeket erőszakkal egyesítették. Lassanként annyira kiterjesztették uralmukat, hogy a 4. században a Gót Birodalom a Tiszától a Donig, a Fekete-tengertől a Balti-tengerig terjedt. A Balti-tenger partvidékének lakói adót fizettek a gótoknak. A rómaiak ellen viselt pusztító hadjárataik a 3. századtól a 4. századig tartottak.
I. Philippus Arabus császár idejében, 248-ban vagy 249-ben támadtak először a Római Birodalomra a taifálok, asdingok, kárpok és peucinok közül toborzott szövetséges hadaikkal. A monda a segédcsapatokat nem számítva, túlzóan, 300 000 főre becsüli hadseregüket. Elárasztották Erdélyt, Pannóniát és Moesiát (mai Szerbia és Bulgária) és Marcianopolis városa csak nagy összegű hadisarc kifizetésével menekülhetett meg a pusztulástól. Az ellenük siető császár megnyerte a Daciától északra lakó, ugyancsak germán gepidákat szövetségeséül, és segítségükkel visszaszorította a gótokat. Közben a római légióknál lázadás tört ki, amely végül a császár bukásához vezetett. A harcias gótok 250-251-ben két római sereget is megsemmisítettek, és Moesiában megölték az elődjét meggyilkoló Decius császárt is.
A Krím félsziget elfoglalásával hadihajók birtokába jutottak, és a tengeren eljutottak Krétára és Ciprusra is, amelyeket kifosztottak. Végül 320 000 ember Thesszalonikénél szállt partra, de II. Claudius Gothicus római császár Naissusnál legyőzte őket (269). Miután Aurelianus császár 270-ben a Duna bal partján elterülő római területeket kiürítette és átengedte a gótoknak, ez utóbbiak vállalták, hogy évente 2000 harcost küldenek Róma segítségére. A továbbiakban békés volt a viszony Róma és a gótok között.

## A gótok kettéválása
A gótok a 3. században két részre váltak – 291-ben említi őket először külön a Panegyrici Latini –, a nyugati gótokra (thervingek vagy vizigótok az ógermán wise, azaz „nyugati” szóból), akik az Alsó-Duna és a Kárpátok közt Erdély, Moldva (a mai Románia) erdős, füves terein laktak és keleti gótokra (greuthungok vagy osztrogótok, az ógermán ostro, „keleti” szóból) a dél-orosz síkságokon. A két nép között a Dnyeper (Borüszthenész) folyó volt a határ. Különféle törzsekre oszlott mind a két águk. A nyugati gót törzsek felett a Balth („bátor”), a keletiek felett az Amal v. Amelung („szeplőtlen”, „tiszta”) törzsből származó királyi dinasztia uralkodott.
Az osztrogót és vizigót név jelentése viták tárgyát képezi. A gótok egy törzset alkottak egészen a 3. századig, amikor két ágra, azaz osztrogótokra és vizigótokra váltak szét. A gót származású történetíró, Iordanes földrajzi magyarázatot adott erre a két kifejezésre. Iordanes műve, A gótok története, egyike a kevés rendelkezésre álló forrásnak, mely a gótokról fennmaradt. Ez a mű azonban csak összefoglalása Casiodorus részletesebb, ám elveszett művének. Iordanes szerint a két gót nép neve, arra a régióra utal, ahol a gótok éltek, azaz a vizigótok voltak a nyugati, az osztrogótok a keleti gót nép. Azonban ez utóbbiak esetében Iordanes ad még egy lehetséges szóeredetet. Ez szerint az osztrogótok első királyuk Ostrogothus után kapták nevüket. Korábban létezett két másik szó is a gótok elnevezésére: tervingek, vagyis erdei népek és greutingok, azaz pusztai népek. Létezik azonban olyan névmagyarázat, amely Iordanes földrajzi felosztását megkérdőjelezi, mitöbb a III. század elé helyezi a két gót nép szétválását. Eszerint az osztrogót szó azt jelenti, tündöklő gót, míg a vizigót szó bölcs gótot jelent. A történészek választása a különböző névmagyarázatok között attól függ, ki mennyire tartja tiszteletben Iordanes írói hagyatékát.

## Nyugati gótok
A 3. századi Róma elleni háborúk után a volt Dacia területén 270 után megtelepedő gótokból lettek a nyugati gótok. 355-ben nagy inváziót indítottak Észak-Itália ellen, de II. Constantius hadvezére, Arintheus visszaverte a támadást. Két évtizedig a Római Birodalom nyugati fele mentesült a gót támadások alól. A nyugati gótok (vizigótok) Valens alatt (a hun nyomás miatt) engedélyt kértek, hogy Trákiában telepedhessenek le. De a római tisztviselőktől az adófizetést megtagadták és gyakorlatilag függetlenítették magukat a birodalomtól. Ezért háború indult ellenük, de 378-ban a drinápolyi csatában Valens császárt legyőzték. Nagy Theodosius császár békét kötött a gótokkal, és kénytelen volt megengedni, hogy Thrákia és Moesia tartományokban telepedjenek le. A gót harcosok egy része római zsoldba lépett.
395-ben királlyá választották a Balthok nemzetségéből származó Alarikot. Alarik ezután hol keletrómai, hol nyugatrómai szövetségben vezetett hadjáratokat a birodalom másik része ellen. 410-ben a kor döbbenetére Rómát is elfoglalta és megsarcolta, majd még ugyanebben az évben Dél-Itáliában meghalt.
A nyugati gótok ezután Dél-Galliában, majd a frankok támadása miatt Hispániában hoztak létre államot, amelynek az arab hódítás vetett véget. A nyugati gótok ezután beolvadtak a helyi romanizált („spanyol”) lakosságba.

## Keleti gótok

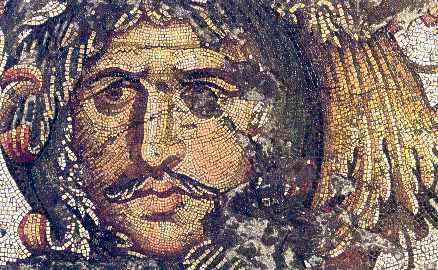
A Konstantinápolyi Nagy Palota egyik padlómozaikja valószínűleg I. Iusztinianosz korában készült és egy gót királyt ábrázol.

A keleti gótok a hun támadást közvetlenül megelőző időben egy kiterjedt kelet-európai birodalom urai lehettek. Hermanarik gót király uralkodása alatt Iordanes szerint tizenkét nép hódolt nekik. Birodalmukat a hunok támadása döntötte meg. A 110 éves Hermanarik öngyilkos lett, fia és utóda Vitimer 374-ben elesett a Balambér hun király elleni csatában, és a gótok kénytelenek voltak meghódolni a hunoknak. Ezután részt vettek a hunok harcaiban, így ott voltak a catalaunumi csatában is.
Miután Attila meghalt (453), és a Hun Birodalom darabokra szakadt, majd megsemmisült, az Amalok házából való Walamir, Theodemir és Wiedemir alatt a gótok újra összeszedték magukat, így nemsokára le tudták verni a hunok új támadását. Országuk itt Vindobonától (ma Bécs) Sirmiumig (ma Szávaszentdemeter, Szerbia) terjedt.
475-ben Nagy Theodorik lett a keleti gótok királya. Ő megdöntötte Odoaker itáliai királyságát és a keleti gótok áttelepültek Itáliába, mint a Bizánci Birodalom szövetségesei. 540-re Belizár az egész keleti gót királyságra kiterjesztette a keletrómai fennhatóságot. A keleti gótok fellázadtak, de a keletrómaiak Narses vezetésével végleg leverték őket. 555-ben az utolsó gót erődítmény, Compsa (Samnium) is megadta magát, és a Keleti Gót Birodalom története ezzel véget ért.